# The Evening of My Best Day
Albums de Rickie Lee Jones
Live at Red Rocks
(2001) Rickie Lee Jones: Duchess of Coolsville
(2005)
The Evening of My Best Day est un album de l'auteur-compositeur-interprète américaine de folk rock Rickie Lee Jones, sorti en 2003.

## Présentation
Depuis l'album Ghostyhead de 1997, c'est le premier album de Rickie Lee Jones qui comprend essentiellement ses propres créations. "Tell Somebody (Repeal The Patriot Act)" est une chanson engagée en réaction à l'élection contestée de George W. Bush.

## Titres
Toutes les compositions sont de Rickie Lee Jones, sauf indication contraire.
1. Ugly Man (4:20)
2. Second Chance (4:53)
3. Bitchnostrophy (4:38)
4. Little Mysteries (5:01)
5. Lap Dog (3:58)
6. Tell Somebody (Repeal The Patriot Act) (4:04)
7. Sailor Song (27:21) - Jones, David Ralish
8. A Tree On Allenford (5:13)
9. It Takes You There (5:17)
10. Mink Coat At The Bus Stop (4:50)
11. The Evening Of My Best Day (4:15)
12. A Face In The Crowd (3:43)

## Musiciens
- Rickie Lee Jones – chant, guitare, piano, sitar, percussions, dulcimer, arrangements cuivres
- Syd Straw – chant
- Nels Cline – guitare
- Bill Reichenbach Jr. – trombone
- Rob Wasserman – basse
- Blair Aaronson – orchestration
- Alex Acuña – percussions
- Sal Bernardi – harmonica, guitare, chant
- Jeff Dellisanti – bass clarinette, saxophone
- Phil Feather – cor anglais
- Bill Frisell – guitare
- James Gadson – batterie, chant
- Gary Grant – trompette
- Jerry Hey – trompette, bugle
- David Hidalgo – guitare acoustique
- Dan Higgins – flûte, saxophone ténor
- David Kalish – guitare, dobro
- Neil Larsen – orgue piano
- Greg Phillinganes – orgue, piano, chant
- Grant-Lee Phillips – chant
- Tony Scherr – basse
- Martin Tillman – cello
- Mike Watt – basse
- Kenny Wollesen – batterie, percussions
- Eric Benet – chant
- Craig Eastman – mandoline, violon
- Mike Elizondo – basse
- Mario Calire – batterie
- Cougar Estrada – batterie
- Rene Camacho – basse
- Christopher Joyner – wurlitzer
- Ben Harper – chant